# (36018) 1999 NA46
1999 أن أي 46 (ويعرف أيضًا باسم (36018) 1999 أن أي 46 وفق تسمية الكوكب الصغير) (بالإنجليزية: 1999 NA46)‏ هو كويكب ضمن حزام الكويكبات؛ وترتيبه 36018 من حيث الاكتشاف.
اكتُشف هذا الجُرم الفلكي بواسطة بحث لنكولن عن الكويكبات القريبة من الأرض في 13 يوليو 1999.

## وصلات خارجية
- (36018) 1999 NA46 في قاعدة بيانات مختبر الدفع النفاث لأجرام النظام الشمسي الصغيرة

- الاكتشاف · مخطط المدار ·  العناصر المدارية · المعلمات المادية

- (36018) 1999 NA46 على موقع ويكي سكاي: DSS2, SDSS, GALEX, IRAS, Hydrogen α, X-Ray, Astrophoto, Sky Map, Articles and images